# Ацидиметрія
Ацидиметрі́я — титриметричний метод визначення концентрації основ, осно́вних солей чи слабких кислот, заснований на вимірюванні кількості кислоти відомої концентрації, що пішла на їхню нейтралізацію.